# الطيب صالح
الطيب صالح (12 يوليو 1929 - 18 فبراير 2009) هو أديب وروائي وصحفي سوداني، ومن أشهر الأدباء العرب في القرن العشرين. استطاع صالح بأسلوبه السردي الساحر وموضوعاته العميقة أن يحفر اسمه بين كبار الأدباء العرب مثل جبران خليل جبران، وطه حسين، ونجيب محفوظ، حتى أطلق عليه النقاد لقب «عبقري الرواية العربية». تميَّزت كتاباته بتصويرها المبدع للصراع بين الشرق والغرب، وقدَّمت الهُويَّة السودانية في أرقى صورها الأدبية، كما برزت في مجالات الرواية والقصة القصيرة بشكل خاص.
يُعتبر الطيب صالح من روَّاد السرد العربي الحديث الذين عبَّروا عن هموم الإنسان السوداني وتجرِبة دول العالم الثالث في مواجهة التحوُّلات الكبرى بعد الاستعمار. وقد عُرِفَ بأعماله التي جسدت التصادم الثقافي والحضاري بين الشرق والغرب، وحوَّل قريته السودانية الصغيرة إلى رمز كوني يُعبِّر عن قضايا الهُويَّة والاغتراب والصراع الحضاري. تُعد روايته «موسم الهجرة إلى الشمال» (1966) من أهم الروايات في الأدب العربي الحديث، وقد حازت مكانة عالمية واسعة، وتُرجمت إلى العديد من اللغات، ودرست في جامعات حول العالم.
أمضى الطيب صالح حياته بين الشرق والغرب؛ إذ عاش في بريطانيا وقطر وفرنسا، وعمل في مؤسسات إعلامية وثقافية مرموقة مثل هيئة الإذاعة البريطانية (بي بي سي) ومنظمة اليونسكو، ما منح أعماله بُعدًا ثقافيًا وفكريًا غنيًا. أسهم صالح من خلال مسيرته المتنوعة في الأدب والإعلام والتعليم في إيصال صوت السودان إلى العالم، وترسيخ اسمه كأحد أعمدة الأدب العربي الحديث.

## السيرة الذاتية

### النشأة والتعليم
وُلد الطيب صالح واسمه الكامل الطيب محمد صالح أحمد يوم الجمعة الموافق 12 يوليو من عام 1929 في قرية كَرْمَكوْل بالقرب من قرية دبة الفقراء بمنطقة مروي شمالي السودان. وُلِد لعائلة تمتهن الزراعة، وهو ينتمي إلى قبيلة الركابية. عاش مطلع حياته وطفولته في إقليم مروي. تلقّى تعليمه الأولي في مدارس وادي سيدنا، وهو الوحيد الذي حصل على الثانوية العامة من المنطقة، ثم انتقل إلى العاصمة الخرطوم حيث درس العلوم في جامعة الخرطوم، ذهب لدراسة تخصص الزراعة من كلية غوردون التذكارية في جامعة الخرطوم لكنه لم يكمل دراسته في النهاية. عَمِل مدرساً للصفوف الإعدادية لفترةٍ من الزمن. وفي عام 1953 سافر إلى بريطانيا ضمن أوائل المبتعثين السودانيين قبل الاستقلال، وحوّل تخصّصه هناك إلى دراسة الشؤون الدولية والعلوم السياسية في جامعة لندن.

### سنواته الأولى
بعد تخرّجه عمل صالح مدرّسًا لفترة قصيرة في السودان، ثم بدأ مشواره المهني الدولي بالانتقال إلى بريطانيا. التحق بالقسم العربي في هيئة الإذاعة البريطانية (بي بي سي) في لندن في مطلع الخمسينيات، وتدرّج في مناصبها إلى أن أصبح رئيس قسم الدراما الإذاعية. عاد لفترة وجيزة إلى السودان حيث عمل في إذاعة أم درمان وقدّم برامج ثقافية تناولت السيرة والتراث. وفي ستينيات القرن العشرين انتقل إلى دولة قطر ليعمل وكيلًا في وزارة الإعلام ومشرفًا على أجهزتها الإعلامية، ثم انضم لاحقًا إلى منظمة اليونسكو في باريس حيث شغل منصب المدير الإقليمي وممثل المنظمة في منطقة الخليج العربي.

### عمله في هيئة الإذاعة البريطانية

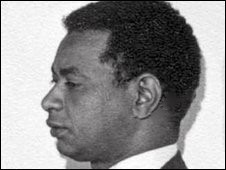
صورة للطيب صالح في استوديوهات البي بي سي بلندن عام 1965.

انضم الطيب صالح إلى هيئة الإذاعة البريطانية (القسم العربي) في لندن في أوائل مشواره، وأسهم هناك في إعداد وبث برامج أدبية وثقافية. تولى لاحقًا رئاسة قسم الدراما في الإذاعة، حيث أشرف على إنتاج وتمثيل تمثيليات إذاعية درامية. وخلال فترة عمله في البي بي سي تناول عبر الأثير موضوعات أدبية متنوعة وقدم أعمالًا من الأدب العربي والعالمي بأسلوب درامي جذّاب. أسهم احتكاكه بالإعلام البريطاني في صقل موهبته السردية ومنحه منظورًا عالميًا، كما أتاح له الوصول إلى جمهور عربي واسع عبر الأثير في مرحلة مبكرة من حياته المهنية.

### بداية مسيرته الأدبية
بدأ الطيب صالح الكتابة الأدبية أثناء عمله في الإذاعة بلندن. كتب عام 1953 أول قصة قصيرة له بعنوان «نخلة على الجدول» وأذاعها عبر أثير البي بي سي، ثم أتبعها بقصة «دومة ود حامد» التي تتناول حياة أهل قرية سودانية متمسكين بأرضهم وقيمهم، ونُشرت عام 1960 في مجلة «أصوات» الثقافية بلندن بترجمة المستشرق دنيس جونسون ديفز. في عام 1962 شرع صالح في كتابة روايته الأشهر «موسم الهجرة إلى الشمال» أثناء إجازة في جنوب فرنسا، وتوقف عنها أربع سنوات ثم أكملها لتنشر مسلسلة في مجلة حوار ببيروت عام 1966. شكّلت هذه الرواية نقطة الانطلاق الحقيقية لشهرته الأدبية، إذ قدّمت للقارئ العربي تجربة جديدة في المزج بين الشرق والغرب بصوت سوداني مميز. تجدر الإشارة إلى أن روايته الأولى «عرس الزين» كان قد أنجزها عام 1962، لكنها نُشرت لاحقًا وظلّت شهرتها أقل مقارنة بـ«موسم الهجرة» التي طغت عليها وعلى بقية أعماله خلال عقد السبعينيات.

### حياته الشخصية
وُصف الطيب صالح بشخصية هادئة ومتواضعة تجمع بين احترام التقاليد والانفتاح على العالم. ورغم إقامته الطويلة خارج بلده، ظلّت السودان وروح القرية حاضرة في تكوينه وسلوكه؛ فقد حمل قيم مجتمعه الريفي معه إلى أوروبا وحافظ عليها حتى وفاته. عُرف بحبّه للنقاش الفكري وإتاحته الوقت للشباب من الأدباء، وكان واسع الثقافة في مجالات الأدب والفلسفة والتاريخ والتراث. لم ينقطع طوال حياته عن التواصل مع وطنه وأهله ثقافيًا وإن لم يعد كثيرًا جسديًا؛ فالمصادر تشير إلى أنه لم يزر قريته كرمكول لعقود طويلة، لكنها بقيت حية في قلبه وفي أدبه رمزًا للبراءة والجذور.

### حياته العاطفية وزواجه
تزوّج الطيب صالح خلال إقامته في المملكة المتحدة من سيدة إسكتلندية تُدعى جوليا ماكلين (بالإنجليزية: Julia Maclean) عام 1965. شكّل هذا الزواج جانبًا مهمًا من حياته الخاصة، إذ جمع بين ثقافتين مختلفتين على غرار ما تعالجه رواياته من تلاقح بين الشرق والغرب. أنجب من زوجته ثلاث بنات هنّ زينب وسميرة وسارة، وقد عاش حياة أسرية هادئة في لندن. فضّل الطيب صالح عدم ظهور زوجته وبناته إعلامياً، وقرّر إبعادهم عن حياة الأضواء والشهرة. ورغم بُعده عن السودان جغرافيًا، ظلّ مرتبطًا بعائلته الممتدة في الوطن وتواصل معهم باستمرار. لم تُعرف عن صالح علاقات عاطفية أخرى بارزة في حياته، فقد كرّس نفسه لأسرته ولمسيرته المهنية والأدبية بعيدًا عن الأضواء.

### إقامته في المملكة المتحدة
استقرّ الطيب صالح في بريطانيا بشكل شبه دائم منذ خمسينيات القرن العشرين، واتخذ من لندن مقرًا لإقامته وحياته المهنية. بعد زواجه في منتصف الستينيات سكن في منطقة جنوب غرب لندن، وظلّت بريطانيا موطنه الثاني الذي يعود إليه بين أسفاره المتعدّدة. وفّرت له الإقامة في المملكة المتحدة فضاءً من الاستقرار والانفتاح؛ إذ ظلّ على تماس مع الثقافتين العربية والغربية معًا. ورغم عمله في دول مختلفة كقطر وفرنسا، بقيت لندن نقطة الثقل في حياته ومحطة العودة الدائمة. هناك كتب معظم أعماله وأجرى الكثير من حواراته الصحفية، وأصبحت الجالية السودانية والعربية في بريطانيا جزءًا من محيطه الاجتماعي والثقافي.

### مواقفه السياسية

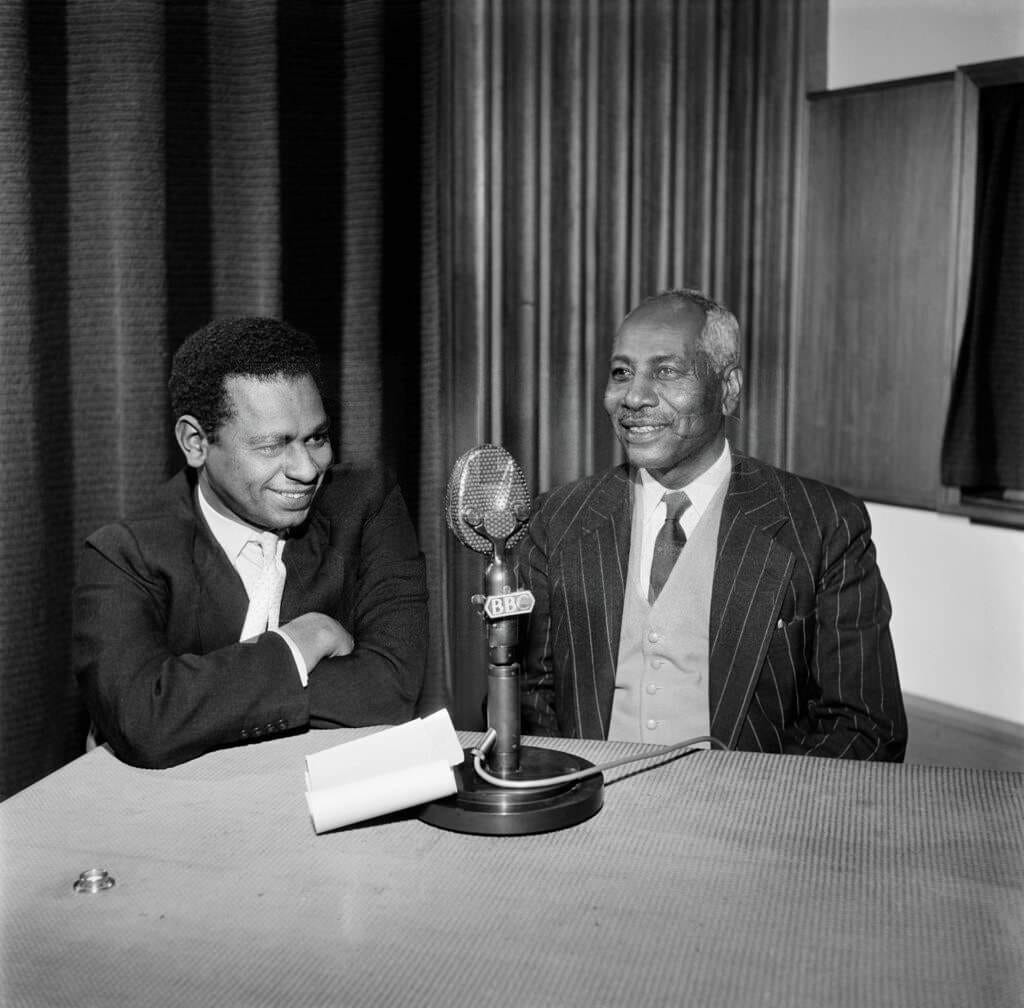
الطيب صالح والقانوني السوداني محمد أحمد أبو رنات عام 1960

لم يكن الطيب صالح منعزلًا عن قضايا وطنه السياسية، بل عُرف بآرائه الجريئة تجاه الأنظمة الديكتاتورية. انتقد صراحةً نظام الإنقاذ ذي التوجّه الإسلامي الذي حكم السودان بعد عام 1989؛ ففي مقال شهير له نُشر في التسعينيات بعنوان «من أين جاء هؤلاء الناس؟» عبّر عن غضبه من تحكّم الغرباء في السودان وتشويههم لهويته وثقافته باسم الدين و«الخلاص الوطني». أثار هذا المقال ضجة كبيرة آنذاك وعُدّ تعبيرًا عن رأي شريحة واسعة من المثقفين المعارضين. واجهت بعض أعمال صالح أيضًا رقابة السلطات؛ فقد مُنعت روايته «موسم الهجرة إلى الشمال» لفترة قصيرة في السودان بدعوى جرأتها في تناول مسائل الجنس والخمر في الريف السوداني المحافظ. لكن صالح لم يتراجع عن طرح القضايا الحساسة، وظل يكتب مقالات رأي حول الشأن السوداني والعربي في صحف ومجلات حتى أواخر أيامه، منتقدًا الاستبداد والدعوة إلى الحرية والتعددية. مواقفه السياسية، رغم أنها عرّضته لانتقاد بعض المتشددين، أكسبته احترامًا واسعًا في أوساط المثقفين كصوت للضمير الوطني.

### وفاته
تُوفي الطيب صالح في صباح يوم 18 فبراير/شباط 2009 بالعاصمة البريطانية لندن عن عمر ناهز الثمانين عامًا. جاء رحيله إثر مضاعفات مرض في الكلى ألزمه المستشفى وخضع بسببه لعمليات غسل كلوي دورية في الفترة الأخيرة من حياته. نُقل جثمانه إلى السودان حيث ووري الثرى في 20 فبراير 2009 بمقابر البكري في أم درمان. شهدت جنازته حشدًا جماهيريًا كبيرًا شارك فيه الآلاف من السودانيين، تقدمهم الرئيس السوداني حينها عمر البشير والسيد الصادق المهدي المفكر السوداني ورئيس الوزراء السابق، والسيد محمد عثمان الميرغني وكبار الشخصيات السياسية والأدبية والفنية في البلاد. لم يعلن التلفزيون السوداني ولا الإذاعات الحداد على الطيب صالح لكنها خصصت الكثير من النشرات الأخبارية والبرامج للحديث عنه.عُدّ رحيله خسارة فادحة للأدب العربي والعالمي كما نعاه كُتّاب ونقاد من مختلف التيارات، مشيدين بإرثه الإبداعي الغني الذي تركه للأجيال القادمة.

## أدبه

### أسلوبه الأدبي

صورة للأديب السوداني الطيب صالح

تميّز أسلوب الطيب صالح بفرادة تجمع بين البساطة الظاهرية والعمق الدلالي. اعتمد السرد الواقعي المستند إلى البيئة السودانية، لكنه مزجه بنفحة رمزية وتأملية منحت نصوصه أبعادًا فلسفية. في روايته الأشهر «موسم الهجرة إلى الشمال» مثلًا، استخدم تقنية المونولوجات المسرحية في السرد، مما أضفى على النص حيوية درامية خاصة. تجنّب صالح الخطابية والمباشرة؛ فلم يقدّم أجوبة حاسمة لقضايا الاستعمار والهوية بل تركها مفتوحة للتأويل، محافظًا على غموض مريح يدفع القارئ للتفكير. امتازت لغته بالانسيابية والواقعية، حيث استخدم مفردات عربية فصحى واضحة بعيدًا عن التكلف والإنشائية الزائدة، مما جعل نصوصه قريبة من روح الحياة اليومية. وفي الوقت نفسه، أثرت ثقافته الواسعة في أسلوبه، إذ نهل من الشعر العربي (لا سيما شعر المتنبي) ومن الفلسفة والتراث والدين، فجمع في كتاباته بين الإقناع الفكري والتأثير العاطفي. كل ذلك أكسب أسلوبه السردي مكانة متميزة في الأدب العربي الحديث. كتابته تتطرق بصورة عامة إلى السياسة، وإلى مواضيع أخرى متعلقة بالاستعمار، والمجتمع العربي والعلاقة بينه وبين الغرب. في أعقاب سكنه لسنوات طويلة في بريطانيا تطرّقت كتابته إلى الاختلافات بين الحضارتين الغربية والشرقية. الطيب صالح معروف كأحد أشهر الكتاب في يومنا هذا، لا سيما بسبب قصصه القصيرة، التي تقف في صف واحد مع جبران خليل جبران، وطه حسين، ونجيب محفوظ.

### المواضيع التي تناولها
ركّزت أعمال الطيب صالح على مواضيع جوهرية تمسّ صميم التجربة الإنسانية السودانية والعربية، وأبرزها صدام الحضارات بين الشرق والغرب. عالج في رواياته مسألة اللقاء العاصف بين الثقافة العربية الإسلامية والثقافة الأوروبية، مبينًا ما يرافق ذلك من صراع داخلي وتمزق نفسي. في «موسم الهجرة إلى الشمال»، قدّم شخصية مصطفى سعيد كنموذج للمثقف السوداني الذي يدرس في أوروبا ويختبر عن قرب تناقضات العلاقة مع الغرب. تناول الرواية مواضيع الاستعمار والانتقام؛ حيث يصوّر مصطفى علاقاته العاطفية مع النساء الإنجليزيات كنوع من الثأر الرمزي من المستعمر، عبر «غزوهم بفحولته» كما تصرّح الشخصية. لم يتوقف صالح عند بعد الصراع الخارجي، بل التفت إلى أزمة الهوية لدى الفرد العائد إلى موطنه وتصارعه بين قيم مجتمعه وتجاربه في المنفى. كذلك تناولت أعماله قضايا التقاليد مقابل الحداثة، فانتقد الانغلاق الفكري والتعصب في الريف كما في روايته الأولى، وفي المقابل انتقد اغتراب أبناء الشرق في المدن الغربية. كان وضع المرأة أيضًا حاضرًا في أدبه؛ إذ صوّر معاناتها في المجتمع التقليدي الذكوري بجرأة نسبية في زمنه. أما في قصصه القصيرة مثل «حفنة تمر»، فقد تطرّق لموضوع فقدان البراءة واكتشاف الزيف الاجتماعي من منظور الأطفال، حيث يكتشف الفتى أن جده ليس مثاليًا كما ظنّ. بهذا المزج بين المحلي والعالمي، عالج الطيب صالح موضوعات إنسانية شاملة.

### اللغة
كتب الطيب صالح بلغة عربية تتميّز بالجزالة والوضوح معًا، وابتعد عن التكلف اللفظي والاستعارات الثقيلة. جاءت جمله سلسة قصيرة نسبيًا وذات إيقاع هادئ، مما جعل أسلوبه مفهومًا لشريحة واسعة من القرّاء. اعتمد على الفصحى المعاصرة لكنه ضمّنها أحيانًا تعابير سودانية محلية بثورة محسوبة لإضفاء الصدق على الحوارات والمشاهد. كانت واقعية اللغة سمة بارزة في أعماله؛ إذ وصف البيئات الريفية والحضرية بلغة حيّة خالية من الزخرفة، فبدت رواياته أشبه بلوحات ناطقة تنقل رائحة المكان وصوت أهله. في الوقت نفسه، استفاد صالح من إلمامه العميق بأدب اللغة العربية الكلاسيكي – خاصة شعر أبي الطيب المتنبي – مما أضفى على نصوصه بعدًا ثقافيًا وإيحائيًا أغنى المعاني المضمرة. وقد أشاد النقاد بمهارته الوصفية في رسم الشخصيات والأمكنة بعبارات بسيطة ظاهريًا لكنها دقيقة وموحية، وبقدرته على المزج بين العامية (حين يلزم في الحوار) والفصحى بانسجام. كل ذلك جعل لغته الروائية تجربة متميزة، جذبت المترجمين لنقل أعماله إلى لغات أخرى.

### الجدل والنقد
أثارت أعمال الطيب صالح جدلًا في بعض الأوساط، سواء على الصعيد السياسي أو الاجتماعي. فعلى المستوى الرقابي، اصطدمت جرأة طرحه أحيانًا بمعايير المحافظين؛ إذ تعرضت رواية «موسم الهجرة إلى الشمال» عام 1989 تقريبًا للمنع المؤقت في السودان بدعوى مخالفتها للآداب العامة بسبب مشاهدها الصريحة ولغة شخصياتها القروية في تناول الخمر والجنس. كما انتُقد صالح من قبل بعض الأدباء لكونه لم يكتب سوى عدد قليل من الروايات، برغم مكانته الرفيعة؛ فقد رأوا في إحجامه عن الكتابة الإبداعية لفترات طويلة نوعًا من التقصير. لكنه دافع عن نفسه مؤكدًا أنه ليس «حقلًا بورًا» كما يتصوره البعض، بل آثر التوجه لأجناس أدبية أخرى كالمقالة والسيرة الذاتية حين شعر أنه قال كلمته في الرواية. هذه الشجاعة الأدبية في التوقف عن النشر الروائي شبّهه بها نقاد بشخصية الأديب المصري يحيى حقي، معتبرين أن صالح امتلك شجاعة الاعتزال في قمّة عطائه بدلًا من تكرار نفسه. من جانب آخر، ورغم أي انتقادات، حظي الطيب صالح باحتفاء نقدي واسع؛ إذ أجمع كبار نقاد الأدب العربي على عبقريته وريادته. صدر عنه في عام 1976 كتاب نقدي جماعي بعنوان «الطيب صالح عبقري الرواية العربية» يضم دراسات في لغته وعالمه الروائي، في دلالة على التقدير المبكر له. ووصفه روائيون عرب بأنه من أعمدة السرد العربي الحديث ممن أسهموا في تأسيس شكل الرواية العربية المعاصرة. كما اعتُبر رحيله يومًا حزينًا للأدب العربي والأفريقي، إذ قال أحد النقاد: «ساعد الطيب صالح في إيصال ثقافة النيل وقراه إلى القارئ العالمي، وجعل آلام وآمال أفريقيا تجد صداها في الأدب». وهكذا، بين الجدل والتكريم، بقي إرث صالح الأدبي قوي الحضور والتأثير.

## الإرث والتأثير

### النصب التذكارية
خلّف الطيب صالح وراءه إرثًا ماديًا ومعنويًا احتفى به محبوه في أنحاء العالم العربي. في المغرب، وبالتحديد في مدينة أصيلة التي ارتبط بها الراحل عبر مشاركته المنتظمة في مهرجانها الثقافي، تم تدشين حديقة عامة تحمل اسمه تخليدًا لذكراه. وقد أشاد محمد بن عيسى، أمين عام منتدى أصيلة، بهذه الخطوة مشيرًا إلى العلاقة الروحية التي جمعته بصالح وزياراته المتكررة للمدينة منذ عام 1979. وفي السودان، جرى إطلاق العديد من المبادرات لتكريم اسمه؛ فتم تأسيس مركز ثقافي باسم «الطيب صالح» في الخرطوم يُعنى بجمع تراثه ورعاية الدراسات حول أعماله. كما أعلن في عام 2021 عن خطط لإنشاء مركز ثقافي آخر في مسقط رأسه قرية كرمكول شمال السودان تقديرًا لإسهاماته، إلى جانب تخصيص أرض مميزة لإقامة المركز في قلب العاصمة الخرطوم. وإلى جانب ذلك، أطلقت فعاليات ومهرجانات تحمل اسمه، أبرزها مهرجان كرمكول الدولي للفنون الذي انطلق أول مرة عام 2017 في قرية كرمكول بمشاركة فنانين وأدباء من داخل السودان وخارجه، إحياءً لبيئته الأصلية ورمزًا للعودة إلى الجذور. تُظهر هذه المبادرات كيف أصبح اسم الطيب صالح نصبًا تذكاريًا حيًا يمتد من اللوحات التذكارية في الحدائق والشوارع إلى أنشطة ثقافية تسعى لاستلهام روحه الإبداعية وربط الأجيال الجديدة بإرثه.

### إرثه الثقافي
يُعتبر الطيب صالح اليوم أحد أبرز رموز الثقافة السودانية والعربية في القرن العشرين. إرثه الأدبي لم يقتصر على رواياته وقصصه، بل امتد أثره إلى أجيال من الكتّاب والمبدعين. فقد أثبتت تجربته أن المحلية هي سبيل العالمية في الأدب – إذ انطلق من قريته الصغيرة وقصص أهلها ليصل إلى قرّاء في قارات شتى. ترسخت روايته «موسم الهجرة إلى الشمال» كمعلم ثقافي بارز؛ اختيرت ضمن قائمة أفضل 100 رواية في تاريخ الأدب العالمي، ووصفها النقاد العرب في أكاديمية دمشق بأنها أهم رواية عربية في القرن العشرين. تُرجمت أعمال صالح إلى ما يزيد عن ثلاثين لغة عالمية، مما جعلها جسراً للتعريف بالأدب العربي والسوداني على نطاق دولي واسع. ونتيجة لذلك، باتت نصوصه تُدرّس في مناهج الأدب المقارن والجامعات حول العالم بوصفها نموذجًا للأدب ما بعد الاستعمارية وصوتًا من أفريقيا والعالم العربي. على صعيد التأثير المباشر، اعترف كتاب كبار بتأثيره عليهم؛ فالروائي المغربي محمد شكري مثلاً أشار إلى أنه استلهم الكثير من موسم الهجرة في تعامله مع المكان في رواياته. كما اعتبر نقاد وأدباء أن صالح فتح عيون الأجيال الجديدة على إمكانيات السرد المحلي العميق، وأن أعماله كانت بمثابة منارة دلت الكتاب العرب إلى أن التفرد المحلي يمكن أن يصنع أدبًا عالميًا. أضف إلى ذلك، فإن الكثير من المفردات أو العبارات المقتبسة من رواياته دخلت في ثقافة القراءة العربية؛ كجملة افتتاحية موسم الهجرة الشهيرة التي أصبحت تضرب مثلاً على العودة المعقدة إلى الديار. إن الإرث الثقافي للطيب صالح يتمثل في كون تجربته جسرًا بين ثقافات ومرجعًا لا غنى عنه لفهم أدب الهوية والصراع الحضاري في العصر الحديث.

## أعماله

### الروايات
ألّف الطيب صالح عددًا من الروايات والكتب التي تركت بصمة بارزة في الأدب العربي الحديث، من أهمها:
- عرس الزين (1962): روايته الأولى، وهي رواية قصيرة تدور أحداثها في قرية سودانية صغيرة حول شخصية الزين غريب الأطوار وحفلة زواجه. تمتاز هذه الرواية بطابعها الكوميدي والاجتماعي وبأسلوبها الذي يبرز روح المجتمع الريفي السوداني في بساطته وعفويته. حُولت إلى لفيلم سينمائي من إخراج المخرج الكويتي خالد صديق في أواخر السبعينات حيث فاز في مهرجان كان.
- موسم الهجرة إلى الشمال (1966): أشهر أعماله على الإطلاق. تحكي قصة مثقف سوداني يعود من أوروبا إلى قريته على ضفاف النيل، ويتقاطع مصيره مع شخصية مصطفى سعيد الغامضة. تعالج الرواية صدام الثقافة السودانية مع الغرب بأسلوب رمزي عميق، وقد تُرجمت إلى أكثر من عشرين لغة وحازت مكانة عالمية كواحدة من الروائع الأدبية.[11][32]
- بندر شاه: رواية نشرها صالح في جزأين منفصلين تكملة لعالم قرية الزين وشخصياتها. الجزء الأول بعنوان «ضيّ البيت» صدر عام 1971، والثاني بعنوان «مريود» صدر عام 1976. يستكمل فيهما الكاتب سرد تحولات القرية عبر الأجيال مسلطًا الضوء على صراع السلطة والخرافة والتغيير الاجتماعي في مجتمع الريف السوداني.
- منسي: إنسان نادر على طريقته (2004): عمل يجمع بين السيرة الذاتية والرواية، يروي فيه صالح بأسلوبه الشيق قصة صديقه المصري علي مرسي الشهير بمنسي. يُعد هذا الكتاب سيرة روائية لبطل فريد في واقعيته، وقدمه الكاتب بتحبب وصدق كنوع من التكريم لصديقه ولرصد تفاعل الإنسان الشرقي مع الحياة في المهجر.[33]

### القصص القصيرة
كتب الطيب صالح عددًا من القصص القصيرة المميزة التي نشر بعضها في مجموعات وأخرى ضمن مجلات أدبية. من أبرز قصصه القصيرة:
- نخلة على الجدول: أول قصة كتبها صالح وأذاعها عبر راديو البي بي سي في الخمسينيات. تحكي بأسلوب شاعري عن شجرة نخيل وحيدة قرب جدول ماء في القرية وما يرمز إليه بقاؤها من صمود واستمرار.
- دومة ود حامد: قصة نُشرت عام 1960 تصوّر تعلق أهل قرية سودانية بشجرة الدوم المباركة في قريتهم على ضفاف النيل، ورفضهم لاقتلاعها رغم مشاريع التحديث. أصبحت هذه القصة رمزًا للأصالة والتشبث بالجذور في وجه التغيير.
- حفنة تمر: قصة قصيرة شهيرة تروي حدثًا صغيرًا بعيون طفل في القرية يكتشف من خلاله حقيقة مُرّة عن جده الذي باع نصيب والد الصبي من التمر لجارهم الثري. تجسد القصة لحظة فقدان البراءة لدى الطفل حين يرى أن عالم الكبار تحكمه المصالح لا المثاليات.
- الرجل القبرصي: قصة تروي حكاية بحّار قبرصي يصل إلى السودان ويقيم صداقات مع أهل إحدى القرى. تعالج القصة موضوع الغريب في مجتمع تقليدي وكيف يُنظر إليه، وقد ضمنها صالح رؤيته للتسامح والتواصل الإنساني عبر الثقافات.
- (مجموعة «عرس الزين» القصصية): تضم هذه المجموعة عدة قصص قصيرة لصالح منها عرس الزين وحفنة تمر ودومة ود حامد وغيرها. تعكس قصص المجموعة تنوع مواضيع الكاتب بين القرية والمدينة والحب والفقد وغيرها.
- المضيؤون كالنجوم: من أعلام العرب والفرنجة (2005).
- للمدن تفرد وحديث – الشرق (2005).
- للمدن تفرد وحديث – الغرب (2005).
- في صحبة المتنبي ورفاقه (2005).
- في رحاب الجنادرية وأصيلة (2005).
- وطني السودان (2005).
- ذكريات المواسم (2005).
- خواطر الترحال (2005).
- مقدمات (2009)،[34] وهو كتاب من القطع المتوسط جُمعت فيه مقدماتٌ كتبها الطيب صالح لمؤلفات أدبية.

### المقالات
إلى جانب أعماله السردية، ترك الطيب صالح كمًا مهمًا من الكتابات غير الروائية في الصحف والمجلات. فقد كتب مقالات دورية تناول فيها قضايا الأدب والثقافة والمجتمع بعمق وتحليل. أبرز مساهماته في هذا المجال كانت عبر عموده الأسبوعي الشهير بعنوان «نحو أفق بعيد» في المجلة اللندنية، والذي استمر لعشرة أعوام. في هذه الزاوية ناقش صالح هموم الكتابة والأدب بمختلف أجناسه – من رواية وقصة وشعر – بقدر كبير من الجدية والرصانة، مما أكسب مقالاته احترام القرّاء والنقاد على حد سواء. كما كتب مقالات نقدية عدة في صحف عربية مثل القدس العربي والشرق الأوسط، وتناول فيها موضوعات سياسية وثقافية آنية. من أشهر مقالاته مقال «من أين جاء هؤلاء الناس؟» الذي نشره في التسعينيات وهاجم فيه نظام البشير في السودان، مندّدًا بتشويه الهوية السودانية تحت حكمه. أثار ذلك المقال جدلًا واسعًا وأصبح وثيقة مهمة في أدب المعارضة السياسية السودانية. أيضًا كتب صالح مقالات تأملية عن رحلاته وأسفاره، جمع بعضها في كتاب «في صحبة المتنبي» حيث عبّر عن ولعه بشاعر العربية الأكبر وتأثيره فيه. وبعد وفاته، جُمعت العديد من مقالاته وخطبه في كتب ومجلدات، وساهمت في رسم صورة المثقف الموسوعي الذي لم يكتفِ بالإبداع القصصي بل شارك برأيه في قضايا الأمة والفكر بحرية وعمق.

### أعمال مقتبسة
ألهمت أعمال الطيب صالح العديد من المخرجين والفنانين لتحويلها إلى أفلام وأعمال درامية. ولعل أشهر الاقتباسات هو فيلم عرس الزين الذي أخرجه المخرج الكويتي خالد الصدّيق عام 1976، وقد شارك الفيلم في مهرجان كان السينمائي وفاز بإحدى جوائزه. تم تصوير هذا الفيلم في السودان بمشاركة ممثلين سودانيين، ولاقي استحسانًا كبيرًا لجمعه بين بساطة القرية وعمق الرمزيات في الرواية. وكانت عرس الزين نفسها قد قُدّمت قبل ذلك في شكل دراما تلفزيونية في ليبيا حظيت بشعبية ضمن نطاق محدود. كما جرى اقتباس بعض قصصه القصيرة إلى الشاشة؛ فمثلاً تم تحويل قصة «حفنة تمر» إلى فيلم سوداني قصير في العقد الثاني من الألفية الثالثة، حاز على جائزة للامتياز في أحد المهرجانات السينمائية المحلية تقديرًا لجمال سردها السينمائي. وإلى جانب الأفلام الروائية، هناك أعمال وثائقية وتلفزيونية تناولت حياة الأديب وأعماله. في عام 2010 صدر فيلم وثائقي بعنوان «رجل من كرمكول» (إنتاج قناة الجزيرة الوثائقية) يستعرض مسيرة الطيب صالح الإبداعية منذ نشأته في كرمكول حتى مجده الأدبي العالمي. تضمن الفيلم مشاهد من بيئته النيلية ومقابلات مع معاصريه، وكان بمثابة تكريم بصري مؤثر لحياته. كذلك، ظهرت شخصيات رواياته على خشبة المسرح وصفحات الإذاعة؛ إذ قدّمت هيئة الإذاعة البريطانية وبعض الإذاعات العربية تمثيليات إذاعية مقتبسة من قصصه خلال الستينيات والسبعينيات، مما ساهم في نشر قصصه بين الجمهور الذي ربما لم يقرأها مباشرة.

## في السينما والتلفزيون
شكّلت سيرة الطيب صالح وأعماله مادة جذابة للسينما والتلفزيون في العالم العربي. إضافة إلى الأفلام المقتبسة عن رواياته، ظهرت عدة أعمال وثائقية وبرامج تتناول حياته وإنجازه الأدبي. قامت قناة بي بي سي بإعداد برامج عنه ضمن سلسلة «عظماء الأدب العربي» تضمنت مقابلات معه ومع نقاد حول أثره. كما بثّت قناة الجزيرة حلقات خاصة ضمن برنامج «المشاء» بعنوان «ابن كرمكول... الطيب صالح» جالت في أماكن نشأته وتحاورت مع من عرفوه. أما في الدراما التلفزيونية، فقد أُعدّ مشروع لإنتاج مسلسل سوداني يجسد سيرة حياته بعنوان «عبقري الرواية»، لكن المشروع لم يكتمل. كذلك، تطرقت مسلسلات وثائقية عربية لشخصيات من رواياته ضمن حلقات منفصلة، مثل شخصية مصطفى سعيد في موسم الهجرة التي تم تحليلها دراميًا في إحدى حلقات برنامج «خارج النص» على قناة العربي.

## جوائز وتكريمات

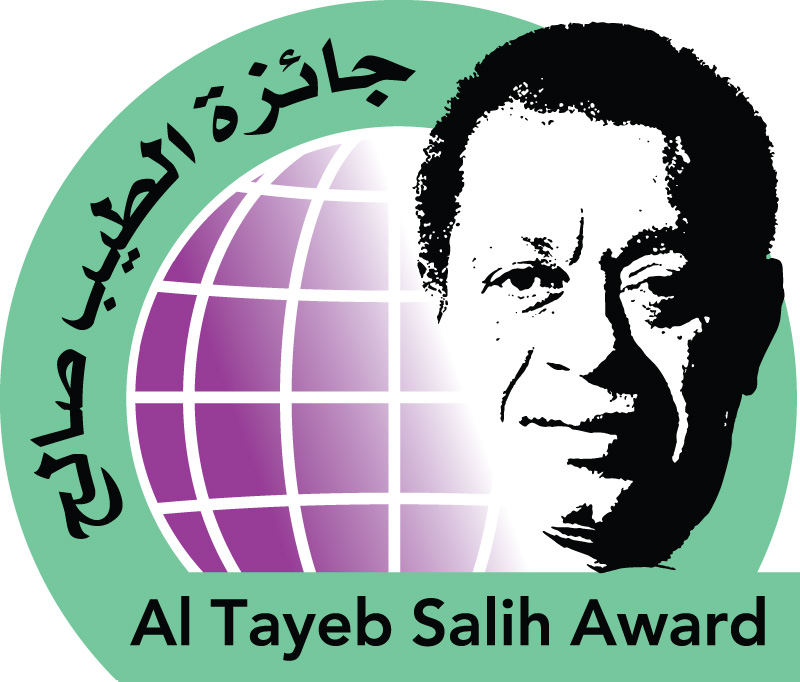
جائزة الطيب صالح العالمية للإبداع الكتابي

حظي الطيب صالح أثناء حياته وبعد رحيله بتكريمات وجوائز عديدة تقديرًا لإسهاماته الأدبية الاستثنائية. على الصعيد العربي، فاز بجائزة ملتقى القاهرة الثالث للإبداع الروائي عام 2005، وهي جائزة رفيعة تُمنح لكبار الروائيين اعترافًا بمنجزهم طوال مسيرتهم. وفي عام 2001 أعلنت الأكاديمية العربية في دمشق أن روايته موسم الهجرة إلى الشمال هي أفضل رواية عربية في القرن العشرين. لُقّب صالح في الأوساط الثقافية بلقب «عبقري الرواية العربية» تقديرًا لتفرده، وهو لقب شاع على أقلام النقاد منذ سبعينيات القرن العشرين. ورغم أنه لم ينل جائزة نوبل، فقد رُشّح اسمه غير مرة لنيلها؛ حتى أن اتحاد الكتاب السودانيين ومثقفين آخرين بعثوا برسائل إلى الأكاديمية السويدية عام 2009 لترشيحه رسميًا للجائزة قبيل وفاته. بعد رحيله، استمر التكريم لذكراه بشكل أكثر تنظيمًا. ففي عام 2010، وبالتزامن مع الذكرى السنوية الأولى لوفاته، أطلقت شركة زين للاتصالات في السودان جائزة الطيب صالح العالمية للإبداع الكتابي، وهي جائزة سنوية مرموقة تهدف إلى تشجيع المبدعين في الرواية والقصة القصيرة والدراسات النقدية على مستوى العالم العربي. أصبحت هذه الجائزة منبرًا لاكتشاف المواهب الجديدة وإحياء اسم الطيب صالح كرمز للإبداع العربي. بالإضافة إلى ذلك، سُمّيت العديد من الفعاليات الثقافية باسمه، مثل جائزة الطيب صالح للإبداع الروائي التي ينظمها مركز عبد الكريم ميرغني الثقافي في أم درمان تخليدًا لاسمه، وكذلك شخصية العام الأدبية في بعض المعارض والمهرجانات العربية كانت تُهدى لروحه.

## اقتباسات من كتبه
- «إنني أريد أن آخذ حقي من الحياة عنوة. أريد أن أعطي بسخاء، أريد أن يفيض الحب من قلبي فينبع ويثمر. ثمة آفاق كثيرة لابد أن تزار، ثمة ثمار يجب أن تقطف، كتب كثيرة تقرأ، وصفحات بيضاء في سجل العمر، سأكتب فيها جملاً واضحة بخط جريء.» – موسم الهجرة إلى الشمال
- «نحن بمقاييس العالم الصناعي الأوروبي، فلاحون فقراء، ولكنني حين أعانق جدي أحس بالغنى، كأنني نغمة من دقات قلب الكون نفسه.» – موسم الهجرة إلى الشمال
- «سأحيا لأن ثمة أناس قليلين أحب أن أبقى معهم أطول وقت ممكن، ولأن عليّ واجبات يجب أن أؤديها. لا يعنيني إن كان للحياة معنى أو لم يكن لها معنى، وإن كنت لا أستطيع أن أغفر فسأحاول أن أنسى.» – موسم الهجرة إلى الشمال

## وصلات خارجية
- الطيب صالح على موقع أرشيف الشارخ.
- الطيب صالح على موقع IMDb (الإنجليزية)
- الطيب صالح على موقع الموسوعة البريطانية (الإنجليزية)
- تغطية عن الطيب صالح على الجزيرة.نت
- حوار مع الطيب صالح في مجلة العربي، العدد 428، بتاريخ 1 يوليو 1994.
- حوار مع الطيب صالح في مجلة العربي، العدد 560، بتاريخ 1 يوليو 2005.
- محاضر الطيب صالح في مركز الحوار العربي بواشنطن، 22 أكتوبر 1995.
- الموت في عالم الطيب صالح الروائي.
- الإنجليزي الأسـود على ضفاف النيل.
- عن موسم الهجرة إلى الشمال للطيب صالح (بالفرنسية)
- فهد الهندال، ناقد كويتي، كتب عن عالم الطيب صالح الروائي، «كتاب يجب أن يقرأ»
- ملخص لرواية موسم الهجرة إلى الشمال
- صفحة الطيب صالح على موقع أبجد
- صفحة اقتباسات للطيب صالح على موقع أبجد